# A Bloody Lucky Day
A Bloody Lucky Day (Un jour de chance sanglant), en coréen : 운수 오진 날, est une série télévisée sud-coréenne, diffusée sur TVN, le 20 novembre 2023, tous les lundis et mardis à 22h30 (KST).
En France, la série est disponible en version française, depuis le 1er février 2024 sur Paramount+, mettant en vedette Lee Sung-Min, Yoo Yeon-Seok et Lee Jung-eun.
Cette série a été présenté en avant-première au 28ème Festival international de Busan,.

## Synopsis
Oh Taek, un chauffeur de taxi poursuivi par la malchance, voit sa vie prendre un tournant inhabituel lorsque Geum Hyuk-soo, un homme mystérieux, lui propose un trajet vers une ville lointaine à un prix exorbitant. Cependant, le passager se révèle être un tueur en série confessant ses crimes passés et en commettant de nouveaux sur l’autoroute. Le chauffeur de taxi se retrouve alors plongé dans un combat psychologique pour éviter que sa soudaine chance ne tourne au drame fatal.

## Distribution
- Lee Sung-Min dans le rôle d'Oh Taek[5]
- Yoo Yeon-Seok dans le rôle de Geum Hyeok-soo
- Lee Jung-eun dans le rôle de Hwang Soon-kyu

- Ki Eun-soo dans le rôle de Koo Chae-ri
- Han Dong-hee dans le rôle de Yoon Se-na
- Tae Hang-ho dans le rôle de Yang Seung-taek
- Lee Kang-ji dans le rôle du fils de Soon-kyu
- Joo Yeon-woo dans le rôle de Gong Cheon-seok
- Oh Hye-won dans le rôle de No Hyun-ji
- Jung Man-sik dans le rôle de Kim Joong-min

## Épisodes
Mini-série de 10 épisodes, diffusés le 1er février 2024 sur Paramount+.
1. Taxi Driver
2. Les gens bien ne courent pas les rues
3. Rien n'est gratuit
4. L'agneau et le loup
5. L'homme qui rit
6. Ce qui doit arriver arrivera
7. Le malheur frappe sans raison
8. Jour de chance
9. Œil pour œil, dent pour dent
10. Si l'espoir te trompe un jour

## Production et sortie
Après le succès critique de Bargain - Le prix à payer, une série primée en 2023, Paramount+ et TVING annonce le 19 avril 2023, la production d'un nouveau drama coréen : A Bloody Lucky Day, développé en collaboration avec le géant coréen du divertissement CJ ENM.
La série a été diffusée pour la première fois sur TVING en Corée du Sud avant d'être disponible dans le monde entier sur Paramount+ (aux États-Unis, Canada, Royaume-Uni, Australie, Brésil, Italie, France, Allemagne, Suisse et Autriche), le 1er février 2024. Paramount Global Content Distribution a géré les ventes mondiales en dehors de la Corée du Sud, du Japon et de Taïwan. Le 18 octobre 2023, il a été annoncé que la série serait diffusée sur TVN avant sa sortie sur TVING.

## Distinctions
| Cérémonie de remise des prix | Année | Catégorie                             | Nominé / Travail | Résultat | Ref. |
| ---------------------------- | ----- | ------------------------------------- | ---------------- | -------- | ---- |
| Prix des arts Baeksang       | 2024  | Meilleur acteur                       | Yoo Yeon-Seok    | Nominés  |      |
| Prix des arts Baeksang       | 2024  | Meilleure actrice dans un second rôle | Lee Jung-Eun     | Nominés  |      |